# غلام بهري (مقاطعة دلفان)
غلام بهري (بالفارسية: گلام بهری) هي قرية تقع في قسم نورعلي الريفي بمقاطعة دلفان في إيران. يقدر عدد سكانها بـ 1,048 نسمة .